# 青山あやか
青山 あやか（あおやま あやか、1990年8月9日 - ）は日本のライター、モデル、プランナー。兵庫県西宮市出身。

## 略歴
西宮市立西宮東高等学校卒業。卒業後はスタジアムプロモーションに所属し、サロンモデルやラジオパーソナリティなどをしていた。
2017年には広告代理店に就職し「シンデレラweb」の編集や、さいたまスーパーアリーナで行われている女子高生限定フェス「シンデレラフェス」の運営、2019年からは、AOIproにてCM制作や朝日新聞社で編集者を務める。

## 人物
酒の場が好きで、よくInstagramに飲んでいるところをアップしている。
アイドルの友人が多く、東京女子流の中江友梨、元PASSPO☆の森詩織、バンドじゃないもん!のちゃんもも◎、Q'ulleのいとくとら、成瀬心美などとの交流が見られる。
生肉とイクラが好き。

## 取材
- 愛はズボーン
- Aqua Timez
- 阿部真央
- iMagic.
- オメでたい頭でなにより
- KICK THE CAN CREW
- グッドモーニングアメリカ
- GLAY
- ココロオークション
- THE ORAL CIGARETTES
- sleepyhead
- ぞんび
- 千葉雄大
- dps
- 10-FEET
- Track's
- 戸渡陽太
- 夏代孝明
- 日食なつこ
- バニラビーンズ
- ハルカトミユキ
- BiSH
- ポタリ
- FUKI
- My Hair is Bad
- 松本まりか
- 丸本莉子
- Miracle Vell Magic
- Yap!!!
- 湯木慧
- 吉澤嘉代子
- reGretGirl
- リリィ、さよなら。
- Lenny code fiction
- wacci

## 出演・執筆

### ラジオ
- YES-fm

### web
- シンデレラweb
- 東京ルッチ
- favy
- GLAY mobile
- Moovoo
- ホットペッパービューティー

### MC
- ATC（アジア太平洋トレードセンター）[4]

### 雑誌
- 講談社with[5]